# Norton Commando 961
La Norton Commando 961 è una motocicletta realizzata dalla Norton nel 2010.

## Sviluppo
La motocicletta, disegnata da Simon Skinner, riprendeva i tratti principali della Commando degli anni settanta, sia per quanto riguarda l'estetica che alcuni dettagli della configurazione meccanica.

## Versioni

### Sport
La versione Sport della Commander 961 implementava un telaio in tubi di acciaio con serbatoio dell'olio integrato e Forcellone con doppio braccio in acciaio. Le sospensioni erano costituite all'anteriore da un ammortizzatore Ohlins da 43mm, mentre al posteriore erano presenti due 2 Ohlins con serbatoio integrato. L'impianto frenante era formato da due dischi Brembo da 320 mm semiflottanti in acciaio con pinze a 4 pistoncini nella parte anteriore, mentre in quella posteriore era presente un unico disco da 220 mm con pinza a due pistoncini.  Il propulsore era un bicilindrico parallelo con aste e bilancieri, coppa dell'olio a secco, alberi su cuscinetti e albero di bilanciamento con raffreddamento ad aria che erogava la potenza di 80 cv e 90 Nm di coppia. Quest'ultimo era gestito da un cambio a cinque velocità.

### Cafè Racer
Rispetto alla versione sport, la versione Cafè Racer aveva una configurazione differente della sospensione anteriore (che era rovesciata), un semi-manubrio al posto del manubrio in acciaio cromato e un nuovo cupolino.

### SF
Il modello SF, a differenza della Sport, monta cerchioni di colore nero e non cromati, dei freni a disco Brembo anteriori con pinze radiali, forcella di tipo rovesciato e un manubrio in alluminio nero a sezione variabile sormontato da un cupolino in carbonio.